# Смугаста акула китайська
Смугаста акула китайська (Paragaleus tengi) — акула з роду Великоокі акули родини Великоокі акули. Інша назва «прямозуба великоока акула».

## Опис
Загальна довжина досягає 92 см. Голова середнього розміру. Морда довга, округла. Очі великі, овальні, з мигальною перетинкою. за ними розташовані невеличкі бризкальця. На верхній губі присутні чітко виражені борозни. Рот сильно зігнутий, відносно вузька. Зуби на верхній щелепі невеликі, мають косий нахил. Зуби на нижній щелепі помірно довгі, прямі. Коріння зубів майже не зігнуті, нагадують букву «Т» у перевернутому вигляді. У неї 5 пар зябрових щілин. Зяброва область широка. Тулуб тонкий, стрункий. Осьовий скелет нараховує 131–135 хребців. Грудні плавці довгі, серпоподібні. Має 2 спинних плавців, з яких перший на ⅓ більше за задній. Розташовано між грудними та черевними плавцями. Задній спинний плавець розташовано трохи попереду анального. Анальний менший за задній спинний плавець. Хвостовий плавець гетероцеркальний, верхня лопать більш розвинена, ніж нижня. Нижня лопать має трохи виступаючий вперед кінчик.
Забарвлення спини сіре. Черево має попелясто-білий колір. На спинних, черевних, анальному плавця присутні тонкі бліді смужки.

## Спосіб життя
Тримається у прибережній зоні, на мілині, в бухтах, затоках. Зустрічається переважно біля дна. Живиться насамперед головоногими молюсками, іноді дрібною костистою рибою.
Це живородна акула. Самиця народжує 2 акуленят.
Ця акула не становить загрози для людини.

## Розповсюдження
Мешкає від узбережжя В'єтнаму до південної Японії та Корейського півострова.